# Reece Prescod
Reece Noel Prescod (Londres, 29 de febrero de 1996) es un deportista británico que compite en atletismo, especialista en las carreras de velocidad y de relevos.
Ganó una medalla de bronce en el Campeonato Mundial de Atletismo de 2022 y una medalla de plata en el Campeonato Europeo de Atletismo de 2018.

## Palmarés internacional
| Campeonato Mundial | Campeonato Mundial      | Campeonato Mundial | Campeonato Mundial |
| Año                | Lugar                   | Medalla            | Prueba             |
| ------------------ | ----------------------- | ------------------ | ------------------ |
| 2022               | Eugene (Estados Unidos) | Medalla de bronce  | 4 × 100 m          |
| Campeonato Europeo |                         |                    |                    |
| Año                | Lugar                   | Medalla            | Prueba             |
| 2018               | Berlín (Alemania)       | Medalla de plata   | 100 m              |